# Руинадас (Олбија-Темпио)
Руинадас је насеље у Италији у округу Сасари, региону Сардинија.
Према процени из 2011. у насељу је живело 429 становника. Насеље се налази на надморској висини од 22 м.